# 高尾 (パチンコメーカー)
株式会社高尾（たかお、英: TAKAO Co,. Ltd.）は、愛知県名古屋市中川区に本社を置くパチンコ機の製造会社。オーイズミの完全子会社。

## 沿革
- 1950年（昭和25年） - 高尾製作所を創業。
- 1979年（昭和54年） - 株式会社高尾を設立。
- 2022年（令和4年） - 民事再生法申請[3][4]。
- 2023年（令和5年） - 100％減資を実施した上で、オーイズミが増資を実施。同時にオーイズミの完全子会社となる。

## オーイズミ傘下へ
高尾は、「カイジ」シリーズ、「一騎当千」シリーズ、「銭形平次」シリーズのヒット作により、2002年12月期には約240億8300万円の売上があった<。しかし、2018年に「CR弾球黙示録カイジ4 HIGH&LOW」のスペックや性能に関する問題の発覚により、回収や補償問題が発生した他、新型コロナウイルスによりパチンコホールが新台導入を手控えるなど販売は低迷していった。
2021年12月期の売上も約47億9100万円までに落ち込んだ他、約34億400万円の赤字となり、3期連続の欠損となった。このため高尾は、2022年5月30日に東京地方裁判所へ民事再生法適用を申請し、同日付で保全監督命令を受けた。負債総額は66億7996万円。
パチスロメーカーであるオーイズミは、高尾の民事再生スポンサーに名乗りを上げていたが、オーイズミは2022年9月5日、高尾との間でオーイズミが高尾の民事再生スポンサーとなる契約を締結した。高尾は翌9月6日に東京地方裁判所に対して、再生計画案を提出した。再生スキームは、民事再生計画認可後に100%減資を実施し、その後オーイズミが新たに出資するスキームとなる。
2022年11月2日に債権者集会が東京地方裁判所中目黒庁舎で行われ、再生計画案が賛成多数で可決された。11月30日に民事再生計画が認可されたことを受け、12月19日にはオーイズミの取締役会で正式に高尾への出資と子会社化が決議され、2023年1月5日付でオーイズミの完全子会社となった。代表取締役会長には大泉秀治オーイズミ代表取締役社長が就任した他、代表取締役社長には内ヶ島吉則代表取締役常務が就任した。これにより、創業以来続いていた一族経営は幕を下ろす事になった。
子会社化後はパチンコ機の開発・製造に特化する方針であり、2023年2月末までに高尾単独の全営業拠点を閉鎖させた。但し、旧：東京支店は同年3月1日に東京事務所へ改称され、オーイズミ東京本部があるオーイズミ東上野ビルへ移転させ、営業と販売をオーイズミにの委託に移管した。

## 機種一覧

### 旧要件機（主要機種）
- 2001年 - CRピラミッ伝
- 2002年 - CR巨人の星、CR蛭子能収、CRスパイダーマン
- 2003年 - ジャイアント馬場のCRアッポー!、CR恋姫、CR男!浜幸日本一、CRゼビウス
- 2004年 - CRブルース・リー

### 2004年改正規則準拠機
| 機種名                             | 発売年月   | 備考                                           |
| ---------------------------------- | ---------- | ---------------------------------------------- |
| CRスパイダーマンNEO                | 2005年2月  | 初の新要件機                                   |
| CR巨人の星2                        | 2005年4月  |                                                |
| CR寺内貫太郎一家                   | 2005年6月  |                                                |
| CR谷岡ヤスジのアサー               | 2005年8月  |                                                |
| CRロッキー&ホッパー                | 2005年10月 | 一般電役                                       |
| CRキックの鬼                       | 2005年11月 |                                                |
| CRくるくるポン萌2                  | 2006年3月  |                                                |
| CR子連れ狼                         | 2006年5月  | 初の甘デジスペックCR機発売(*)                  |
| CR大ピラミッ伝                     | 2006年7月  |                                                |
| CR俺たち三羽鴉                     | 2006年11月 |                                                |
| CR昇龍                             | 2007年2月  | 一般電役                                       |
| CR侍ジャイアンツ                   | 2007年3月  | 新枠「SAMURAI」導入                            |
| CRAプラチナV                       | 2007年4月  | 甘デジ専用機種                                 |
| CRフィンガー5学園天国              | 2007年6月  |                                                |
| CR弾球黙示録カイジ                 | 2007年8月  |                                                |
| CRマギーイリュージョン             | 2007年11月 |                                                |
| CRグレムリン                       | 2008年2月  |                                                |
| CRスパイダーマン3                  | 2008年4月  |                                                |
| CR占星少女ななみ                   | 2008年7月  |                                                |
| CR新くのいち忍法帳                 | 2008年10月 |                                                |
| CRブルース・リー GAME OF DEATH     | 2008年12月 | バトルスペック                                 |
| CRドラゴンゲート                   | 2009年2月  |                                                |
| CR弾球黙示録カイジ 沼              | 2009年4月  |                                                |
| CRレディースナイパー2nd            | 2009年8月  |                                                |
| CRベノムの逆襲                     | 2010年1月  | 新型バトルスペック                             |
| CR一騎当千 Survival Soldier        | 2010年3月  |                                                |
| CRサブマリン707R                   | 2010年5月  |                                                |
| CR REIDEEN                         | 2010年7月  | 新枠「FLARE WING」導入                         |
| CRブラックスパイダーマン           | 2011年1月  |                                                |
| CR弾球黙示録カイジ2                | 2011年4月  | アニメ「逆境無頼カイジ」の映像を収録           |
| CR元禄義人伝浪漫                   | 2011年7月  | モンキー・パンチ描き下ろしのオリジナル作       |
| CR弾球黙示録カイジ2 BATTLE         | 2011年11月 | シリーズ初のバトルスペック                     |
| CR新・子連れ狼                     | 2012年2月  |                                                |
| CR新宇宙年代記ゼロデザイズ         | 2012年5月  | 松本零士描き下ろしのオリジナル作               |
| CRクイーンズブレイド               | 2012年11月 |                                                |
| CR弾球黙示録カイジ 沼2             | 2013年1月  | アニメ「逆境無頼カイジ 破戒録篇」の映像を収録  |
| CR燃えよドラゴン                   | 2013年4月  |                                                |
| CRB'T-X                            | 2013年6月  |                                                |
| CR幕末義人伝浪漫                   | 2013年8月  | 全面ベルト型リール機、甘デジ専用               |
| CR一騎当千 Survival Soldier2       | 2013年12月 | 同社初のV確変機                                |
| CRおしおきピラミッ伝 with 丸高愛実 | 2014年3月  |                                                |
| CRダブルライディーン               | 2014年6月  | 『勇者ライディーン』と『REIDEEN』のWタイアップ |
| 怪談ぱちんこ CR稲川淳二            | 2014年9月  |                                                |
| ぱちんこCR占星少女ななみ           | 2015年1月  | 全面ベルトリール機、甘デジ専用                 |
| CR弾球黙示録カイジ3                | 2015年2月  | 新枠「SPIRAL IMPACT」導入、シリーズ初のV確変機 |
| パチンコCR貞子3D                   | 2015年4月  |                                                |
| パチンコCRワシズ -閻魔の闘牌-      | 2015年6月  |                                                |
| パチンコCRリアル鬼ごっこ           | 2015年8月  |                                                |

※ （*）甘デジスペックの現金機としては「谷岡ヤスジの鼻血ブーG」（2004年（平成16年）9月）がある。

### 2016年内規準拠機
| 機種名                                           | 発売年月   | 備考                                                |
| ------------------------------------------------ | ---------- | --------------------------------------------------- |
| CRクイーンズブレイド2                            | 2015年11月 |                                                     |
| パチンコCR美男ですね                             | 2016年2月  | 旧1種2種混合機                                      |
| パチンコCRダークフォース                         | 2016年7月  | 変則型マシン                                        |
| パチンコCR DD北斗の拳                            | 2016年8月  |                                                     |
| パチンコCR閃乱カグラ                             | 2016年10月 | 5回リミッター機、新型バトルスペック                 |
| ぱちんこCR銭形平次 with でんぱ組.inc             | 2017年1月  |                                                     |
| CR弾球黙示録カイジ沼3                            | 2017年3月  |                                                     |
| パチンコCR学園黙示録 HIGHSCHOOL OF THE DEAD      | 2017年8月  |                                                     |
| パチンコCRクイーンズブレイド 美闘士カーニバル    | 2017年11月 |                                                     |
| パチンコCRオートレース〜スピードスター☆森且行!〜 | 2018年2月  |                                                     |
| パチンコCR一騎当千 サバイバルソルジャー          | 2018年4月  | 甘デジスペックは2019年7月発売（2018年規則対応機種） |
| CR弾球黙示録カイジ4 HIGH&LOW                     | 2018年6月  |                                                     |
| パチンコCRダークローズ                           | 2018年8月  |                                                     |
| ぱちんこCRおしおきくのいち忍法帳                 | 2019年1月  |                                                     |

### 2018年改正規則準拠機
| 機種名                                    | 発売年月   | 備考                                                                        |
| ----------------------------------------- | ---------- | --------------------------------------------------------------------------- |
| P学園黙示録 HIGHSCHOOL OF THE DEAD        | 2018年8月  | 3段階設定                                                                   |
| P弾球黙示録カイジ4 HIGH&LOW               | 2018年8月  | 3段階設定                                                                   |
| P沼                                       | 2018年12月 | 3段階設定                                                                   |
| P DD北斗の拳〜主役はジャギ!〜             | 2019年5月  | 新枠「MADBLACK KIREPANDA-MODEL」導入、6段階設定                             |
| P白魔女学園 オワリトハジマリ              | 2019年6月  |                                                                             |
| P銭形平次2                                | 2019年9月  |                                                                             |
| P一騎当千SS斬                             | 2019年12月 | 筐体の新カラー登場に伴い「KIREPANDA-MODEL」に改名                           |
| P弾球黙示録カイジ沼4                      | 2020年2月  |                                                                             |
| P ROKUROKU                                | 2020年4月  |                                                                             |
| P貞子3D2～呪われた12時間～                | 2020年7月  | 遊タイム・C時短搭載                                                         |
| P学園黙示録 HIGHSCHOOL OF THE DEAD 2      | 2020年10月 | 遊タイム搭載                                                                |
| P閃乱カグラ2                              | 2020年12月 | 遊タイム搭載                                                                |
| P安心ぱちんこキレパンダinリゾート         | 2021年2月  | 遊タイム搭載                                                                |
| P DD北斗の拳2〜ついでに愛をとりもどせ!!〜 | 2021年4月  | 遊タイム搭載、ケンシロウVer.はV-ST機、ラオウVer.は一種二種混合機の2スペック |
| P弾球黙示録カイジ5                        | 2021年5月  | c時短搭載                                                                   |
| P女神ドリーム                             | 2021年9月  | 遊タイム搭載                                                                |
| Pリアル鬼ごっこ2                          | 2021年10月 | 遊タイム搭載・非搭載の2スペック                                             |
| Pカイジ鉄骨渡り勝負編                     | 2021年11月 | 二種タイプ                                                                  |
| P一球魂GOLDピラミッ伝                     | 2022年4月  |                                                                             |
| Pあっぱれ!夏物語                          | 2022年7月  |                                                                             |
| P銭形平次3 DENKOUSEKKA 平次Ver.           | 2022年9月  |                                                                             |
| P sin 七つの大罪 X-TREME                  | 2023年3月  | 2024年3月に甘デジ版発売                                                     |
| P銭形平次3 お静99                         | 2023年4月  |                                                                             |
| P貞子3D3                                  | 2023年7月  |                                                                             |
| P七つの美徳                               | 2023年8月  |                                                                             |
| P弾球黙示録カイジ沼5                      | 2024年1月  |                                                                             |
| Pクイーンズブレイド4 UNLIMITED            | 2024年6月  |                                                                             |
| P DD北斗の拳3                             | 2024年9月  |                                                                             |
| P織田信奈の野望 全国版                    | 2025年5月  | ラッキートリガー搭載                                                        |

※ 出典：パチンコ機種情報（パチンコビレッジ）／機種インデックス（P-WORLD）

## 政治献金
以前の社長である内ケ島敏博と内ケ島マユミは旧民主党・旧民進党の赤松広隆議員にほぼ毎月5 - 10万円小分けにして年間60万円の議員献金を行っている。

## 社長殺害事件
2018年10月25日、内ケ島正規社長（当時）が社長専用車庫で死亡しているのが発見された。遺体の状況（首や腹に刃物による傷があった）から殺人事件と断定。現場で凶器とみられる刃物も見つかったが、犯人逮捕には至っていない。
なお、2017年4月には内ケ島社長がフィリピン旅行中のマニラ市内でバイクに乗った2人組に銃撃され、同行していた部品メーカー社長が死亡（内ケ島社長にけがはなかった）するという事件が起きている。